# عروسی تفنگ ساچمه‌‌ای
عروسی تفنگ ساچمه‌زنی (به انگلیسی: Shotgun Wedding) یک عروسی است که به منظور جلوگیری از خجالت ناشی از رابطۀ جنسی پیش از ازدواج که ممکن است منجر به بارداری ناخواسته شود، ترتیب داده می‌شود. این عبارت عمدتاً یک اصطلاح محاوره‌ای در زبان عامیانۀ آمریکایی است که بر اساس سناریویی کلیشه‌ای به این عنوان گفته می‌شود که در آن پدر عروس باردار، داماد را با یک تفنگ ساچمه‌زنی تهدید می‌کند تا مطمئن شود که از عروسی پیروی می‌کند.